# Хафлер, Дэвид
Дэвид Хафлер (англ. David Hafler, 7 февраля 1919 — 25 мая 2003) — американский звукоинженер. Наиболее известен своей работой над улучшенной версией усилителя Уильямсона с использованием ультралинейной схемы Алана Блюмлейна.

## Биография
В 1950 году Хафлер вместе со своим коллегой Гербертом Кероэсом основал компанию «Acrosound». Эта компания занималась проектированием и производством трансформаторов для ламповых усилителей. Примерно в это же время Хафлер и Кероэс популяризировали ультралинейный выходной каскад для усилителей звука, но их партнёрство продлилось недолго. 
В 1954 году Хафлер основал компанию Dynaco вместе с Эдом Лораном. Хафлер сыграл важную роль в том, чтобы сделать высококачественные аудиокомпоненты доступными для любителей, что сделало его имя нарицательным в американском аудиосообществе на протяжении многих лет. 
В 1970-х годах Хафлер занимался продвижением «пассивной псевдоквадрофоники», недорогого метода воссоздания звучания окружающей среды с помощью обычных стереофонических записей. Получившая название «соединение Хафлера» (Hafler circuit), система состояла из двух дополнительных громкоговорителей, помещённых позади слушателя (обычно 8 + 8 Ом, или же 16-мные), соединённых с динамиками, находящимися впереди.
В 1977 году Хафлер основал собственную компанию «David Hafler» в Пеннсаукене, штат Нью-Джерси (пригород Филадельфии). Первыми двумя продуктами были предусилитель DH-101, а также оконечный усилитель мощности DH-200. Примечательным был стереоусилитель DH-500 с выходной мощностью в 255 Вт на канал, который пользовался высоким спросом и мог использоваться как в домашних условиях, так и в студии, или же во время концертных выступлений. Следуя бизнес-модели Dynaco, эти устройства были доступны как в виде комплекта для самостоятельной сборки, так и как готовое заводское изделие. Оба устройства были отмечены за их выдающееся качество звука и исключительную ценность. В последующие годы Хафлер выпустил ещё несколько различных моделей усилителей и предусилителей. Продукты Hafler также широко использовались в качестве основы для дальнейших улучшений, которые выполнялись как отдельными любителями, так и небольшими аудиокомпаниями.
Хафлер продал свою компанию корпорации «Rockford Corporation» в 1987 году. С тех пор Hafler в основном производит продукцию для профессионального рынка. 

В 2014 году бренд Hafler был приобретён канадской компанией «Radial Engineering Ltd.». Radial, в свою очередь, возобновили производство высококачественных аудиопродуктов Hafler.
Дэвид Хафлер умер от осложнений болезни Паркинсона в Филадельфии, штат Пенсильвания, в возрасте 84 лет
В 1984 году Хафлер был введен в зал славы Audio Hall of Fame.